# Picumne noir et blanc
Picumnus albosquamatus
Espèce
Statut de conservation UICN

 LC  : Préoccupation mineure
Le Picumne noir et blanc, Picumnus albosquamatus, est une espèce d'oiseaux de la famille des Picidae (sous-famille des Picumninae), endémique des savanes et forêts tropicales sèches de la zone néotropicale (Bolivie, Brésil, Paraguay).

## Liste des sous-espèces
- Picumnus albosquamatus albosquamatus Orbigny, 1840
- Picumnus albosquamatus guttifer Sundevall, 1866